# Vraget i Ebeltoft Fiskerihavn
Vraget i Ebeltoft Fiskerihavn er et fund af et kravelbygget skib bygget i begyndelsen af 1640'erne, som blev opdaget i Ebeltoft Fiskerihavn i 1999.
Vraget har spor efter brand og hug, hvilket kan tyde på, at det var et af de skibe, der blev ødelagt efter søslaget i Ebeltoft Vig 23. juli 1659, hvor en svensk flådestyrke nedkæmpede en dansk/hollandsk flåde, der skulle sikre overflytningen af omkring tusind mand fra Mols til Fyn. Svenskerne vandt slaget, ødelagde en hollandsk fregat, kaprede de øvrige krigsskibe, tog de tusind mand til fange og ødelagde de transportskibe, der skulle have været brugt til transporten.

## Vraget
Det er lykkedes at rekonstruere nok af skibet til at vide, at det var 12-15 m langt og 4,8 m bredt. Omkring 60 % af bunden og dele af siderne er fundet, og heriblandt er der stykker, der viser, at det var kravelbygget. Dendrokronologiske undersøgelser viser, at træet, der er brugt til skibet, sandsynligvis stammer fra Norge og blev fældet ca. 1640, hvilket leder til antagelsen af, at skibet blev bygget dette år eller umiddelbart efter.